# 宮廷珍
宮廷珍，山東蓬萊縣人。清朝政治人物。

## 生平
順治二年（1645年）舉乙酉科山東鄉試，順治三年（1646年）聯登丙戌科進士。授直隸元氏縣知縣，后改任桂東縣，湖廣臨武縣知縣。